# Belonogaster vadoni
Belonogaster vadoni är en getingart som beskrevs av Hensen och Blommers 1987. Belonogaster vadoni ingår i släktet Belonogaster och familjen getingar. Inga underarter finns listade.